# Trafitti da un raggio di sole
Trafitti da un raggio di sole è un film italiano del 1995 diretto da Claudio Del Punta.

## Trama
La storia si divide in due capitoli, entrambi ispirati all'opera di Salvatore Quasimodo. Il primo si sviluppa intorno ad uno scrittore in cerca di fortuna, Leo Manfredi (Francesco Dominedò) e al suo romanzo cui il film deve il titolo: Trafitti da un raggio di sole, appunto.
Per la stesura del racconto Leo si ispira ad un'imbarazzante avventura accadutagli durante i suoi fallimentari tentativi estivi di abbozzare uno scritto in un bungalow presso Marina di Campo, ispirandosi ai brani degli autori classici. Qui fa conoscenza di un pugile, amico del proprietario del bungalow, Totò Carenna (Carlo Mucari) a cui riesce a vendere - spacciandola per sua - Ed è subito sera, destinata a Deborah (Cecilia Dazzi), una estetista fidanzata di Totò. Leo si invaghisce della ragazza e finisce per spiare gelosamente i due amanti, per poi molestare lei non visto da Totò. Deborah riesce a divincolarsi e a chiamare il proprio fidanzato a cui però Leo riesce a sfuggire. La vicenda diventa la trama del racconto e in breve tempo frutta allo scrittore un notevole successo. Leo torna a Tarquinia per appendere una copia del romanzo alla porta del bungalow, come una sorta di ringraziamento.
Il secondo capitolo del film, virtualmente intitolato "Ed è subito sera", si snoda invece sulle vicende di Deborah, che nel frattempo ha lasciato Totò per trasferirsi a Roma, in un piccolo appartamento che divide con Fabiola (Lola Pagnani), una ballerina emergente intenta a studiare danza del ventre presso la scuola del maestro Ismat. Deborah ha un nuovo fidanzato, Ferdinando, con cui però ha un difficile rapporto erotico: lui infatti deve ricorrere al telefono a pagamento per riaccendere la passione.
La coinquilina Fabiola è sempre più attratta dal mondo dell'Islam e finisce per comprare il Corano. La passione per le danze orientali la spinge a tenere in casa un complesso musicale egiziano con cui provare le mosse. Appartenente al gruppo è anche il liutista Samir che corteggia spudoratamente Deborah sotto lo sguardo di Ferdinando che finisce per abbandonarla furioso.
Al debutto - positivo - di Fabiola assiste anche Leo che si scopre essere amico del maestro Ismat. Deborah pertanto rinuncia a vedere la prima esibizione dell'amica, sia a causa della presenza di Leo che per le avances insistenti di Samir a cui si cede conquistata dal suo fascino orientale. Samir tuttavia vorrebbe sposarsi con entrambe le ragazze per avere un suo harem italiano. Esse da principio titubanti e disorientate finiranno per accettare la proposta.

## Critica
Il film, poco diffuso a causa della sua natura indipendente e a basso costo, ha avuto diversi punti di critica, soprattutto sulla struttura narrativa definita barcollante o anche fragile, forse un po' troppo semplicisticamente gergale, disinibita, briosa e sfilacciata. Nonostante ciò la critica ha avuto modo di apprezzarne i personaggi definiti gustosi, in particolare un plauso alle capacità di Lola Pagnani dimostratasi una talentuosa danzatrice.

## Curiosità
- La colonna sonora del film è stata realizzata dall'ex gruppo Al Darawish, di cui nel film appaiono anche i membri che lo componevano.